# Ксеногенезис
«Ксеногенезис» (англ. Xenogenesis) — первый короткометражный фильм Джеймса Кэмерона в жанре научно-фантастического боевика, за счёт которого тот и пробился на студию Роджера Кормана. В дебютной работе в будущем культового режиссёра заметны детали, которые тот использует в своих следующих проектах.

## Сюжет
Фильм длится всего 12 минут и снят на 35-мм плёнку как отдельный эпизод полнометражного фильма или сериала, подробности начала и конец которого зрителю остаются неизвестными. Первую минуту идут титры — белые строки, появляющиеся на чёрном экране с характерным переливчатым «электронным» звуком — имитируются надписи на дисплее компьютера или подобного устройства. В титрах указаны создатели фильма. Затем в течение минуты голос за кадром рассказывает краткую предысторию, сопровождающуюся картинками в стиле комиксов.
«Он был создан роботом, обученным уберечь человечество от финального катаклизма. Для него был построен корабль, самый удивительный из когда-либо сконструированных, со своим собственным интеллектом. Она была воспитана роботом, но тем не менее смогла познать чувство любви. Вместе они искали среди множества звёд место, где цикл воссоздания мог быть начат вновь. „Ксеногенезис“ — решающее приключение человечества.»
По сюжету двое космонавтов ищут место во Вселенной, пригодное для жизни, где можно заново начать «цикл творения». Один из космонавтов, Радж (актёр, сыгравший его, впоследствии примет участие в качестве эпизодического персонажа в первых двух частях «Терминатора») — киборг (как и герой Шварценеггера и ряда других актёров во вселенной «Терминатора»). Его спутница Лори — земная женщина. Примечательно, что на одной из картинок предыстории Радж изображён с незакрытой плотью металлической рукой, которой он гладит Лори по щеке — этот сюжет будет повторён Кэмероном в «Терминаторе 2», в эпизоде, когда Терминатор показывает людям, что он киборг, срывая с собственной руки человеческую плоть.
Герои обнаруживают огромный, многоуровневый заброшенный космический корабль, и Радж отправляется на разведку. С этого момента начинается собственно фильм. Радж поддерживает связь с Лори по рации, рассказывая ей о том, что видит, а Лори направляет его, ориентируясь, по какой-то карте и «маячку», закреплённому на Радже. Радж никого не находит и задаётся вопросом — если на корабле все вымерли, возможно, уже тысячу лет назад, то кто поддерживает удивительную чистоту? Вдруг у него за спиной раздвигается дверь, и из неё появляется огромный боевой робот на гусеничном ходу (похожие роботы позднее будут продемонстрированы в начале «Терминатора»). Радж прячется. Робот въезжает на уровень корабля, и дверь за ним закрывается. Радж сообщает Лори, что такую машину они уже видели раньше, только эта, в отличие от остальных, двигается. Лори отвечает, что скоро прибудет к нему.
Радж не подозревает об опасности, так как робот поначалу ведет себя неагрессивно, изучая пространство вокруг и занимаясь уборкой, складируя мусор в выдвижной отсек. Киборг осторожно движется за машиной. Неожиданно робот обнаруживает Раджа, ослепляет его прожектором и начинает преследовать, обстреливая из лазерных пушек. Радж стреляет из бластера в ответ, но его оружие не может пробить прочную броню машины. Робот попадает в Раджа, и тот погиб бы, не будь он киборгом. Радж едва не падает с огромной высоты, зацепившись за карниз, робот теряет того из виду и пытается обнаружить, катаясь туда-сюда.
В это время на выручку Раджу приходит Лори. Она проламывает дверь, управляя изнутри огромным паукообразным роботом на четырёх ногах и представая перед зрителем в качестве женщины-воина (похожий эпизод будет в «Чужих» где Рипли также будет управлять подобным экзоскелетным роботом, только двуногой, как и сюжеты с сильными женщинами, противостоящими опасности). Радж говорит Лори возвращаться на корабль, но та не слушает. Два робота вступают в эффектную схватку, обстреливая друг друга из пушек. Радж наблюдает за битвой. Пока орудие Лори перезаряжается, гусеничная машина переходит в наступление и пытается столкнуть машину в обрыв. Лори упирается ногой-клешнёй в голову роботу и перехватывает инициативу, не видя, что внизу повис Радж. Огромная махина нависает над киборгом, грозя смести того в пропасть. На этом «эпизод», в лучших традициях фантастических телесериалов, заканчивается.
Комбинированные съёмки и звуковые эффекты боевых сцен аналогичны использованным в «Терминаторе» и «Чужих». Музыкальные темы Бернарда Херманна, позаимствованные из фильмов «Ясон и аргонавты» и «Таинственный остров», также очень характерны для полнометражных работ Камерона в жанре фантастики, как и звуки, в будущем использованные в первом «Терминаторе».
Фильм «Ксеногенезис» продемонстрировал огромный творческий и технический потенциал Джеймса Кэмерона, в нём ясно виден большой запас оригинальных идей и художественных решений, в полной мере воплощённых режиссёром в последующих работах. Фильм может быть хорошим пособием по изготовлению спецэффектов в домашних условиях для малобюджетного кино.

## В ролях
- Уильям Вишер мл. — Радж
- Маргарет Андиэл — Лори

Уильям Вишер мл. впоследствии тесно сотрудничал с Кэмероном, приняв участие в написании сценариев к «Терминатору» и «Терминатору 2». По его сценариям также сняты фильмы «13 воин» и «Судья Дредд».

## Создание
Посмотрев в 1977 году фильм «Звёздные войны», Кэмерон осознал, что это именно та фантастика, о которой он мечтал с момента просмотра фильма «Космическая одиссея 2001». Прочитав книгу «Screenplay», он понял, что даже доступными ему на тот момент средствами можно снять небольшой фантастический фильм. Он уволился с работы (Кэмерон работал водителем грузовика) и написал сценарий десятиминутного ролика. Затем занял денег, взял напрокат камеру и остальное оборудование, снял студию и с помощью двух друзей сделал фильм, озаглавленный «Xenogenesis».